# کودیگورو
کودیگورو (به ایتالیایی: Codigoro) یک کومونه در ایتالیا است که در استان فرارا واقع شده‌است.

## خصوصیات
کودیگورو ۱۶۹٫۸ کیلومترمربع مساحت و ۱۲٬۶۸۱ نفر جمعیت دارد و ۴ متر بالاتر از سطح دریا واقع شده‌است.